# Suecia en los Juegos Europeos de Cracovia 2023
Suecia participó en los Juegos Europeos de Cracovia 2023 con un equipo de 142 deportistas. Responsable del equipo nacional fue el Comité Olímpico Sueco.

## Medallistas
El equipo de Suecia obtuvo las siguientes medallas:
| Nombre                                           | Deporte       | Competición                |
| ------------------------------------------------ | ------------- | -------------------------- |
| Oro                                              |               |                            |
| Patricia Axling                                  | Muay thai     | –57 kg F                   |
| Marcus Svensson                                  | Tiro          | Skeet M                    |
| Oro                                              |               |                            |
| Andreas Almgren                                  | Atletismo     | 5000 m M                   |
| Emil Blomberg                                    | Atletismo     | 3000 m obstáculos M        |
| Daniel Ståhl                                     | Atletismo     | Disco M                    |
| Petter Menning                                   | Piragüismo    | K1 200 m M                 |
| Emilia Nilsson                                   | Saltos        | Trampolín 1 m F            |
| Emilia Nilsson                                   | Saltos        | Trampolín 3 m F            |
| Kristian Karlsson Anton Källberg Truls Möregårdh | Tenis de mesa | Equipo M                   |
| Bronce                                           |               |                            |
| Axelina Johansson                                | Atletismo     | Peso F                     |
| Nebil Ibrahim                                    | Boxeo         | Pluma (57 kg) M            |
| Sven Bylander                                    | Muay thai     | –67 kg M                   |
| Emilia Nilsson Elias Petersen                    | Saltos        | Trampolín 3 m sincro mixto |
| Rickard Levin-Andersson                          | Tiro          | Foso M                     |